# Dr. Kildare
Dr. Kildare is een Amerikaanse dramaserie die op de Amerikaanse televisiezender NBC werd uitgezonden van 1961 tot 1966 (191 afleveringen). De serie gaat over de dramatische relatie tussen een jonge chirurg-stagiair, Dr. James Kildare, gespeeld door Richard Chamberlain, zijn superieur, en hun patiënten in een fictief ziekenhuis, Blair General Hospital.

## Cast
| Acteur               | Personage                     |
| -------------------- | ----------------------------- |
| Richard Chamberlain  | James Kildare                 |
| Leslie Nielsen       | Harry Kleber                  |
| Hayden Rorke         | Bishop                        |
| Martin Balsam        | Dr. Milton Orliff             |
| Diane Baker          | Amy Post                      |
| Lee Meriwether       | Nurse Bonnie Mynes            |
| Andrew Prine         | Dr. Roger Helvick             |
| Donna Loren          | Anna Perrona                  |
| Marlyn Mason         | Laura Morrison                |
| Tom Nardini          | Steve Perrona                 |
| David Opatoshu       | Fred Kirsh                    |
| William Shatner      | Dr. Carl Noyes                |
| Clegg Hoyt           | Mac                           |
| Naomi Stevens        | Mrs. Gast                     |
| Carol Anderson       | Millie McLean RN              |
| Patricia Barry       | Lydia McGuire                 |
| Philip Bourneuf      | Dr. Wickens                   |
| James T. Callahan    | Dr. Yates Atkinson MD         |
| Ann Loos             | Nurse Whitman                 |
| Bradford Dillman     | Andrew Webb                   |
| Audrey Totter        | Ella Vitnack                  |
| Tony Bill            | Thomas Hartwood               |
| Robert Reed          | Judd Morrison                 |
| Fred J. Scollay      | Mitchell Hobart               |
| Dean Stockwell       | Dr. Rudy Devereux             |
| Sheilah Wells        | Frankie Warren                |
| Jack Hawkins         | Justin Post                   |
| Donald Madden        | Bryan Cannon                  |
| Joanna Pettet        | Yvonne Barlow                 |
| John Napier          | Ken Cleveland                 |
| Len Wayland          | John McGinnis                 |
| Burt Brinckerhoff    | Charles Shannon               |
| Hazel Court          | Norma Hobart                  |
| Norman Fell          | Arnold Vitnack                |
| Judy Lang            | Jill Hartwood                 |
| Margaret Leighton    | Chris Becker                  |
| Jeff Donnell         | Evelyn Driscoll               |
| Diana Muldaur        | Jeannie Orloff                |
| Ed Binns             | Peter De Gravio               |
| Dan O'Herlihy        | Dr. Phillip Downey            |
| Eduardo Ciannelli    | Pappas                        |
| Alan Hewitt          | Mr. Gaffney                   |
| Edmon Ryan           | Mr. Hallerton                 |
| Barry Atwater        | Dr. Demerest                  |
| Sharon Farrell       | Rachel Field                  |
| Fred Astaire         | Joe Quinlen                   |
| Laura Devon          | Sister Benjamin               |
| Kathy Garver         | Tracey Richards               |
| Cloris Leachman      | Rhoda Kirsh                   |
| James Mason          | Dr. Maxwell Becker            |
| Darren McGavin       | Felix Holman                  |
| Lory Patrick         | Nurse Betty Taylor            |
| Tippy Walker         | Lois Gibbon                   |
| Elizabeth Allen      | Katherine West                |
| Joyce Bulifant       | Judy Cannon                   |
| Richard Elkins       | Little Al                     |
| Dilart Heyson        | Sugar Man                     |
| Mart Hulswit         | Dr. Vincent Brill             |
| Bruce Hyde           | Dr. Jeff Brenner              |
| James Earl Jones     | Dr. Lou Rush                  |
| Kirk Kirksey         | Snake                         |
| Ricardo Montalbán    | Damon West                    |
| Jack Nicholson       | Jaime Angel                   |
| Diana Sands          | Irene Rush                    |
| Lesley Ann Warren    | Bonda Jo Weaver               |
| Virginia Gregg       | Grace Temple                  |
| John Fiedler         | D.R. Dromley                  |
| Suzanne Pleshette    | Cathy Benjamin                |
| Della Sharman        | Betty Johnson RN              |
| Ed Begley            | Henry Harris                  |
| Joan Tompkins        | Emma Miller                   |
| Brenda Scott         | Abby                          |
| George Kennedy       | Sgt Hensley                   |
| Marjorie Bennett     | Mrs. Davis                    |
| Sorrell Booke        | MacAllister Thane             |
| Susan Oliver         | Dr. Jessie Martel             |
| Peggy Rea            | Mrs. Gitner                   |
| William Sargent      | Dr. Steve Bardeman            |
| Jeanette Nolan       | Annie                         |
| Joe De Santis        | Bruno Rossi                   |
| Phyllis Hill         | Mrs. Holmes                   |
| Basil Rathbone       | Frederick Foray               |
| Daniela Bianchi      | Francesca Paolini             |
| Donald Harron        | Dr. Ian MacDuff               |
| Mercedes McCambridge | Sister Teresa                 |
| Fabrizio Mioni       | Armando di Corregio           |
| Ramon Novarro        | Gaspero Paolini               |
| Michel Petit         | Brian Bailey                  |
| Paul Stewart         | Dr. Giuseppe Muretelli        |
| Theresa Tirelli      | Signora Rossi                 |
| Alida Valli          | Luisa Brabante                |
| Shannon Farnon       | Laurel Colling                |
| Audrey Larkins       | Receptionist                  |
| Angie Dickinson      | Carol Tredman                 |
| James Edwards        | Dr. Lench                     |
| James Frawley        | Luther Bernstein              |
| Irene Martin         | Sister St John                |
| Harry Morgan         | Francis X Healy               |
| Paulene Myers        | Dr. Sackley                   |
| Jeanne Rainer        | Irene Fairly                  |
| Christopher Riordan  | Dr. Halliman's Orderly        |
| Anne Seymour         | Mrs. Canford                  |
| Karl Swenson         | Judge                         |
| Richard Beymer       | Rev Jack Elder                |
| Debi Storm           | Helen Orloff                  |
| Tony Monaco          | Gage                          |
| Noah Keen            | Dr. Bellaman                  |
| Gail Kobe            | Dr. Anne Warner               |
| Roger Mobley         | Alan Burnside                 |
| Ford Rainey          | Andy Meadows MD               |
| Evelyn Ward          | Mabel Volk                    |
| Carol Eve Rossen     | Dr. Lois Bower                |
| Peter Whitney        | Carl Temple                   |
| Gertrude Flynn       | Eleanor Quayle                |
| John Marley          | Judge Haines                  |
| Ross Martin          | Oscar Clayton                 |
| Charles McGraw       | Dr. Kenneth Hasker            |
| Charles H. Radilak   | Nick Nirchos                  |
| Herschel Bernardi    | Nathan Agurski                |
| Lew Gallo            | Dr. Philip Leland             |
| Beverly Garland      | Ann                           |
| Gina Gillespie       | Klein meisje                  |
| Laurence Haddon      | Dr. Galmeir                   |
| Sandy Kenyon         | Dr. Galdi                     |
| Frank Killmond       | Dr. Brown                     |
| Elizabeth Perry      | Betty Alcott                  |
| Sammy Reese          | Dr. Dan Shanks                |
| Sidney Blackmer      | Dr. Andrew Bennett            |
| Ellen Attenbury      | Ma McConnell                  |
| Carroll O'Connor     | David Burnside                |
| Charles Alvin Bell   | Dr. William Coombs            |
| Robert Brubaker      | Dr. John Connor               |
| Patience Cleveland   | Jackie Barnett RN             |
| Pat Crowley          | Claire Sutton                 |
| Ivan Dixon           | Detective                     |
| Lauren Gilbert       | Adam Ross                     |
| James Griffith       | Mr. Hutchinson                |
| Georgann Johnson     | Andrea Gaer                   |
| Lee Marvin           | Charles Bishop                |
| Max Showalter        | Ben Ballard                   |
| Fay Spain            | Emily Buchnan                 |
| Anthony Spinelli     | Max                           |
| Rip Torn             | Dr. Nicholas Keefe            |
| Edward Asner         | Frank Williams                |
| Mary Astor           | tante Frances                 |
| Richard Benjamin     | Adam Barstow                  |
| Theodore Bikel       | Dr. Mahmel Homatka            |
| Bill Bixby           | Ben Mollenhauer               |
| Edgar Buchanan       | Judge Manning                 |
| Jack Carter          | Ted Gallahad                  |
| Pat Hingle           | Edward Swader                 |
| Bernard Kates        | Irv Forman                    |
| Mary LaRoche         | Judy                          |
| Nora Marlowe         | Mamie Delaney                 |
| Rory O'Brien         | Jody                          |
| Collin Wilcox Paxton | Lorena Henty                  |
| Dan Tobin            | Jonesy                        |
| Joyce Van Patten     | Julie Belmanno                |
| Miriam Colon         | Pilar                         |
| Helen Wallace        | Lucy Webber RN                |
| Clancy Cooper        | Dunleavy                      |
| Bill Zuckert         | Captain Childs                |
| Robert Culp          | Jesse Hartwood MD             |
| Harold Gould         | Earl McCloskey                |
| Diana Hyland         | Dr. Lilith McGraw             |
| Kevin McCarthy       | Harvey Gruboldt MD            |
| Les Tremayne         | Arthur Jansen                 |
| Ben Wright           | Mr. Baker                     |
| Susan Brown          | Ann Fredericks                |
| Brendan Dillon       | Dr. Gault                     |
| Isobel Elsom         | Mrs. Silber                   |
| Wilton Graff         | Dr. Cassidy                   |
| Jason Johnson        | Mr. Chapman                   |
| Dorothy Neumann      | Miss Plessy                   |
| J. Pat O'Malley      | John Doe IV                   |
| Ruth Roman           | Lily Prentice                 |
| Janice Rule          | Joan Cartwright               |
| Joey Scott           | Chris                         |
| Zohra Lampert        | Myra Krolik                   |
| Josie Lloyd          | Miss Roth                     |
| Mary Webster         | Dr. Pauline Stewart           |
| Steve Mitchell       | Bob                           |
| Robert Karnes        | Harry Buford                  |
| Shelley Morrison     | Mrs. Ruiz                     |
| Lois Nettleton       | Hildy Pochek                  |
| Marge Redmond        | Clara McCloskey               |
| Anjanette Comer      | Carol Montgomery              |
| Kim Darby            | Patsy Carey                   |
| Clu Gulager          | Norman Gaye                   |
| Robert Logan         | Russ                          |
| Yvette Mimieux       | Pat Holmes                    |
| Burt Mustin          | Dibbedee                      |
| John Newland         | Paul Montgomery               |
| Nelson Olmsted       | Capt Lindsay                  |
| George Petrie        | Mr. Holmes                    |
| Robert Sorrells      | Big Green                     |
| Robert Cornthwaite   | Dr. Max Gunther               |
| Harry Townes         | Gerald                        |
| Jan Arvan            | Dr. Friedkin                  |
| Harold Baker         | Ulysses 'The Burglar' Jackson |
| Whit Bissell         | Dr. Kenneth Kline             |
| William Bramley      | Dr. Bernard Krantz            |
| Spring Byington      | Mother Caritas                |
| James Daly           | Morgan Bannion                |
| Charla Doherty       | Kathy Calvert                 |
| James Flavin         | John Dolan                    |
| David Frankham       | Philip Foray                  |
| Rodolfo Hoyos Jr.    | Garcia                        |
| Kim Hunter           | Emily Field                   |
| Frances Reid         | Emmy Foray                    |
| Elizabeth Rogers     | Miss Trilling                 |
| Tim Rooney           | Wylie Hamilton                |
| Barbara Rush         | Madge Bannion                 |
| Robert F. Simon      | Dr. Brantell                  |
| Will Tynan           | Peace                         |
| Sam Waterston        | Mark                          |
| Melanie Alexander    | Ginny Elder                   |
| Mona Bruns           | Landlady                      |
| Steve Carlson        | Paul Lee Weaver               |
| Angela Clarke        | Dahla Rossi                   |
| Rupert Crosse        | George Parker                 |
| Murray Hamilton      | Dan Hargrave                  |
| Joan Marshall        | Charlene Rossi                |
| Lawrence Montaigne   | Raymond Rossi                 |
| Michael Panaieff     | Cavelli                       |
| Alan Reed            | Joe Belasco                   |
| Beah Richards        | Alice                         |
| John Saxon           | Richard Ross                  |
| Susan Silo           | Angie                         |
| Bill Walker          | Tad                           |